# Praça Sete de Setembro
Praça Sete de Setembro (Trg 7. septembra), pogosto imenovan Praça Sete, je trg v središču mesta Belo Horizonte, Minas Gerais, Brazilija, je najbolj obremenjen trg v mestu in točka nič njegovega hipercentra.
Je na križišču dveh glavnih avenij, Afonso Pena in Amazonas, ter ob ulicah Rio de Janeiro in Carijós.
Ponaša se z obeliskom v središču, ki so ga ob praznovanju stoletnice neodvisnosti Brazilije 7. septembra 1922 podarili prebivalci sosednje Capela Nova do Betim, danes mesta Betim, prebivalci glavnega mesta države. Lizika, kot je obelisk znan, je narejena iz granita in je oblikovana kot 7-metrska igla, ki je podprta na kvadratnem podstavku, ki ga krasi palica v vsakem od vrhov. Zasnoval ga je arhitekt Antonio Rego, zgradil pa inženir Antonio Gonçalves Gravatá. Obelisk je bil med prenovo trga leta 1963 prenesen na Praça da Savassi, leta 1980 pa se je vrnil na Praça Sete, kjer je še danes.
Leta 1932 je bil na vogalu Avenida Amazonas in Rua Carijós zgrajen Cine-Teatro Brasil. Leta 1950 so na vogalu Avenide Afonso Pena in Rua Rio de Janeiro odprli stavbo Banco da Lavoura (trenutno Banco Santander), ki jo je leta 1946 zasnoval Álvaro Vital Brasil. Projekt s sodobnim arhitekturnim slogom je prejel nagrado za arhitekturo na 1. bienalu v São Paulu.
Leta 1953 so slovesno odprli stavbo Banco Mineiro da Produção, ki jo je leta 1951 zasnoval Oscar Niemeyer.
Trg je bil zaprt leta 1971, da bi ustvarili štiri zaprte bloke, da bi izboljšali kroženje pešcev.
V letu 2003 je trg doživel intenziven program revitalizacije. Med glavnimi spremembami je postal dostopen osebam s posebnimi potrebami in gibalno oviranim osebam. Poleg tega je vsak od štirih zaprtih blokov prejel avtohtono ime - navaja štiri plemena, ki so poseljevala Minas Gerais, Krenak, Pataxó, Maxacali in Xacriabá - kot križne ulice v projektu Aarão Reisa, prenovo pa so izvedli naslednji arhitekti: Gustavo Penna & Associates; Álvaro Hardy in Mariza M. Coelho; Jô Vasconcellos, Éolo Maia in Flávio Grillo; João Diniz, Graça Moura, Márcia Moreira; sodelavci, kot so Verônica Mata Machado, Eduardo Bretal, Délio Cardoso in številni drugi.
Po prenovi je Praça Sete prevzel Zgodovinski muzej Abílio Barreto kot operativno zbirko institucije.
Leta 2006 so avenije, ki ga prečkajo, popolnoma preplastili za srečanje IDB.
Leta 2009 je bil na trgu Skate dogodek, slavni Go Skateboarding Day, dogodek, ki poteka po vsem svetu.
Leta 2012 je mestni svet zavrnil prošnjo za javni dogodek na Praça Sete ob praznovanju Fenomena 2012, galaktične poravnave, ko sovpada konec cikla mezoameriškega koledarja dolgega štetja 21. decembra 2012. Po nekaterih virih naj bi o tej poravnavi navidezne lege Sonca in galaktičnega ekvatorja vedeli že Maji.